# Ascobolaceae
Famille
Les Ascobolaceae sont une famille de champignons de l'ordre des Pezizales. Selon une estimation faite en 2008, la famille contient 6 genres et 159 espèces.

## Liste des genres

### SelonITIS
- genre Ascobolus
- genre Iodophanus
- genre Saccobolus
- genre Thecotheus

### Genres
- Ascobolus
- Ascophanus
- Cleistoiodophanus
- Cubonia
- Saccobolus
- Thecotheus